# Poznańska Brygada Obrony Narodowej

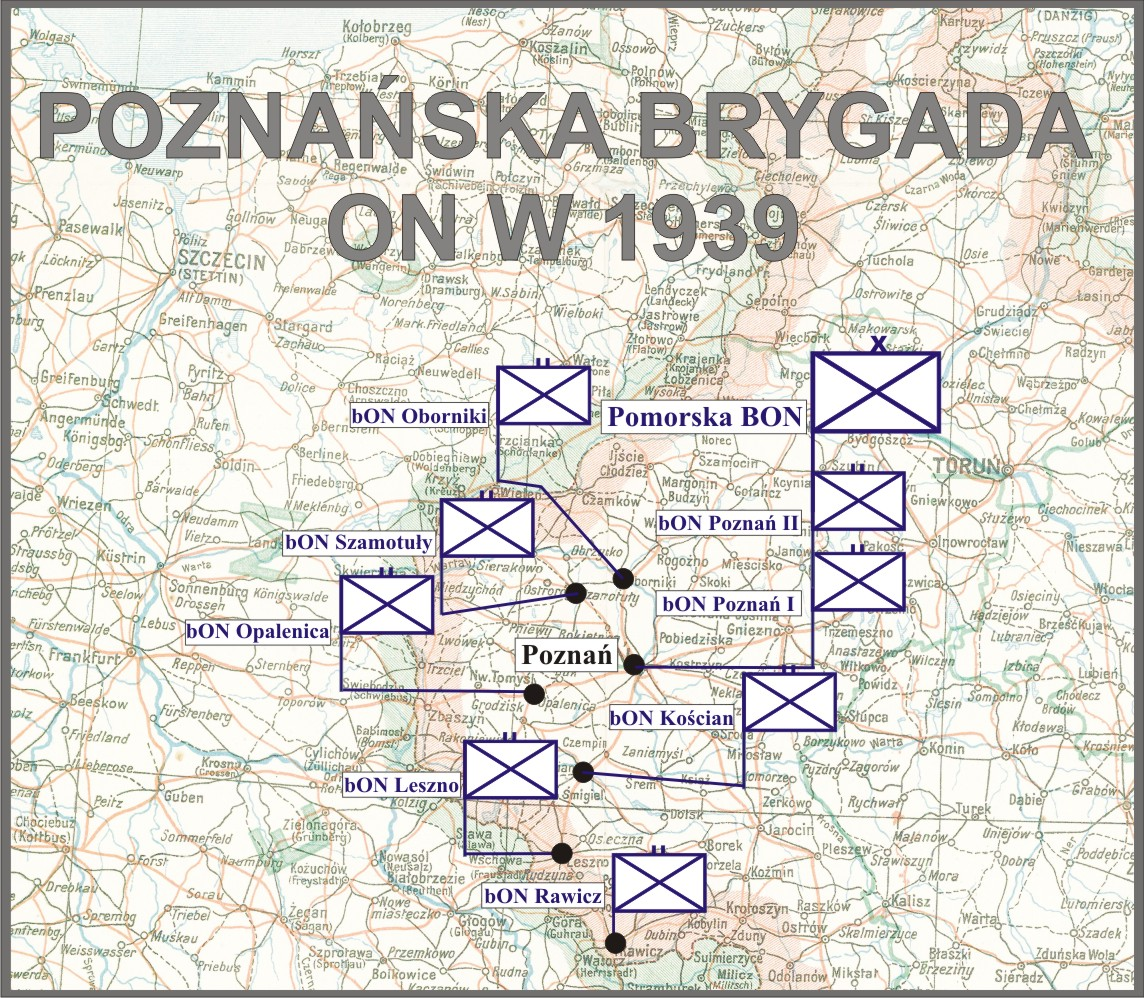
Poznańska Brygada ON

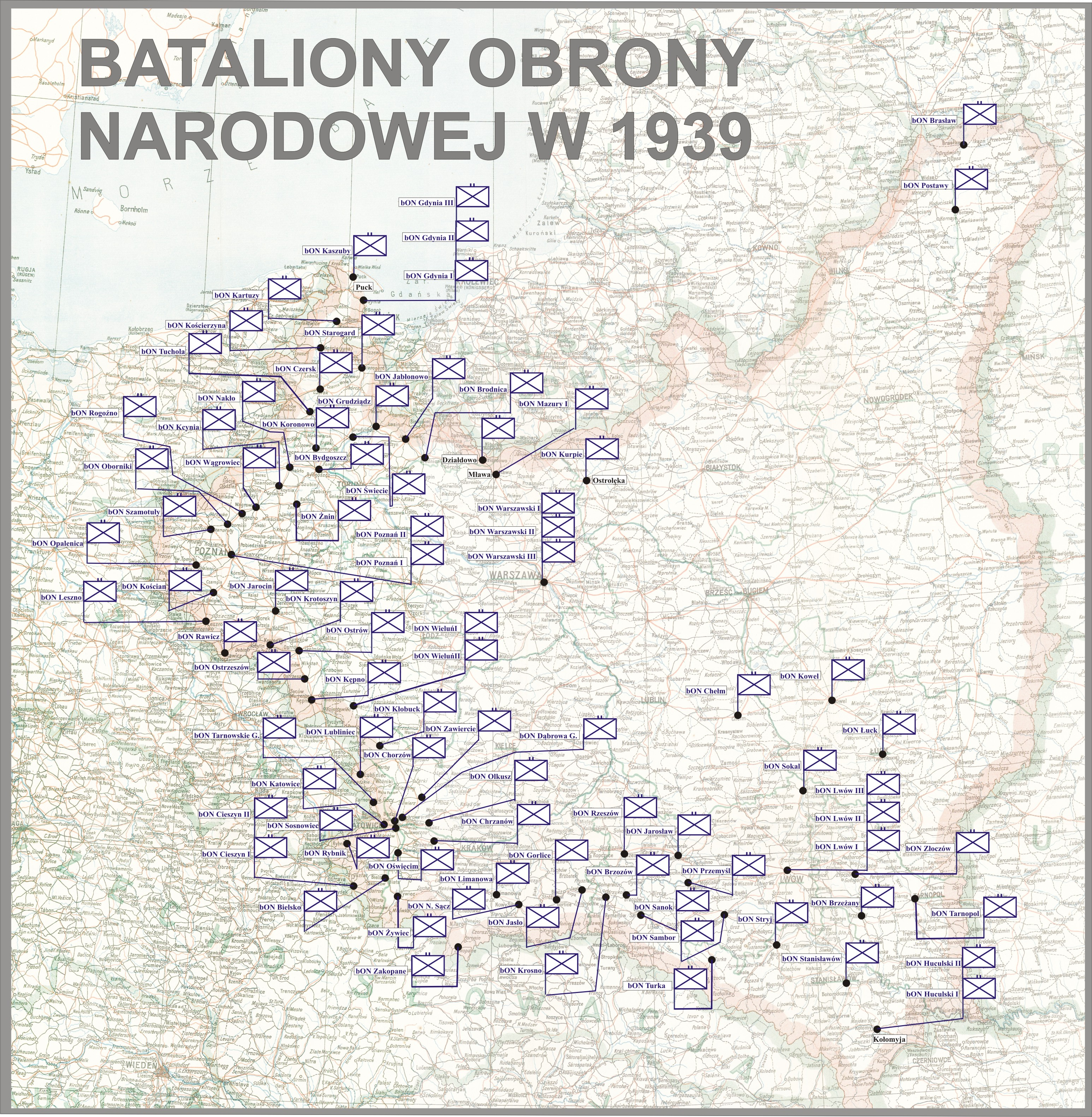
Obrona Narodowa w 1939

Poznańska Brygada Obrony Narodowej – brygada Obrony Narodowej Wojska Polskiego II Rzeczypospolitej.

## Historia brygady
Poznańska Brygada Obrony Narodowej została sformowana na podstawie rozkazu L.dz. 1601/Tjn.ON.I Departamentu Piechoty Ministerstwa Spraw Wojskowych z dnia 2 maja 1939 roku na terenie Okręgu Korpusu Nr VII, w terminie do 31 maja 1939 roku.
Dowództwo brygady zostało lokowane w garnizonie Poznań. Pod względem mobilizacji materiałowej było przydzielone do 58 pułku piechoty. Organizatorem i pierwszym dowódcą brygady został kierownik 7 Okręgowego Urzędu Wychowania Fizycznego i Przysposobienia Wojskowego, ppłk piech. Kazimierz II Sokołowski. Pod koniec lipca 1939 roku na stanowisko dowódcy brygady został wyznaczony płk piech. Stanisław Siuda.
W skład brygady weszło osiem batalionów ON typu IV:
- Kościański batalion ON,
- Leszczyński batalion ON,
- Obornicki batalion ON,
- Opalenicki batalion ON,
- I Poznański batalion ON,
- II Poznański batalion ON,
- Rawicki batalion ON,
- Szamotulski batalion ON[4]

W lipcu 1939 roku dowódca Armii „Poznań”, generał dywizji Tadeusz Kutrzeba podporządkował, pod względem taktycznym, dowódcom wielkich jednostek piechoty i kawalerii wszystkie brygady i bataliony ON znajdujące się w pasie działania armii, a mianowicie:
- dowódcy 26 Dywizji Piechoty - bataliony: Kcyński, Wągrowiecki i Żniński ze składu Chełmińskiej Brygady ON;
- dowódcy 14 Dywizji Piechoty - Dowództwo Poznańskiej Brygady ON oraz podległe mu bataliony: Obornicki, Opalenicki, I Poznański, II Poznański i Szamotulski;
- dowódcy Wielkopolskiej Brygady Kawalerii – bataliony: Kościański, Leszczyński i Rawicki ze składu Poznańskiej Brygady ON oraz Koźmiński batalion ON ze składu Kaliskiej Brygady ON;
- dowódcy 25 Dywizji Piechoty – dowództwo Kaliskiej Brygady ON z podległymi batalionami: Krotoszyńskim i Ostrowskim[5].

### Działania bojowe
6 września wieczorem Brygada zaczęła odwrót znad Jeziora Powidzkiego na linię Gopło – Skulsk – Ślesin. Nad Kanał Morzysławski skierowano Zgrupowanie ON „Rudzica” ppłk. Junkera, a na przedmoście Koło – Zgrupowanie ON „Koło” ppłk. Sabatowskiego. Nakazane rejony osiągnięto w większości dzień później (z wyjątkiem jednego batalionu Zgrupowania „Rudzica” oraz 2 batalionów maszerujących z Konina na Koło). 8 września Brygada weszła w skład Armii „Pomorze” gen. Bortnowskiego.
10 września dowódcy Brygady zostały podporządkowane bataliony ON: Kcyński, Wągrowiecki i Żniński oraz 6 batalion strzelców, 67 dywizjon artylerii lekkiej (bez 3 baterii) i oddział Straży Granicznej podpułkownika Tadeusza Świderskiego. Oddziały te stały się odwodem Brygady, który ulokowano w rejonie Kłodawy. Pozostałe oddziały Brygady stanęły natomiast następująco: pułki ppłk. Junkera (2 pułk ON) i ppłk. Śliwińskiego (1 pułk ON) cofnęły się na linię od Izbicy po Konstantynów (nad Wartą), czterobatalionowy pułk (3 pułk ON) ppłk. Sabatowskiego z rejonu Koła na wschodni brzeg Warty, a batalion Straży Granicznej przesłonił linię Neru w rejonie Dąbia. 11 września z 6 batalionu strzelców, 83 batalion piechoty i Żnińskiego batalionu ON zorganizowano pułk mjr. Mariana Kwiatkowskiego. Pułk mjr.  Kwiatkowskiego stanowił w tym czasie odwód brygady w rejonie Kłodawy. 11 IX wypad ppłk. Sabatowskiego zniszczył w Turku kolumnę zaopatrzeniową Niemców, ściągając część zdobyczy do Koła. 12 IX Brygada nie miała styczności z wrogiem, a o zmierzchu wyruszyła na nową linię osłony Chodecz – Przedecz – Kłodawa – Dąbie, skierowując batalion ON „Oborniki” do odwodu GO gen. Tokarzewskiego.

## Organizacja i obsada personalna Poznańskiej Brygady ON  9-12 IX 1939
Dowództwo brygady i dowództwa pułków i zgrupowania
- dowódca brygady – płk piech. Stanisław Siuda
- szef sztabu
  - ppłk lek. Mieczysław Michałowicz (do 3 IX 1939)
  - ppłk dypl. piech. Bohdan Geisler (od 6 IX 1939)
- oficer łączności  - kpt. Aleksy Szczeszek[10]
- 1 pułk ON „Poznań” 
  - dowódca pułku - ppłk Bernard Śliwiński
  - adiutant pułku - kpt. Walery Gebel
  - oficer operacyjny - kpt. Bronisław Kotecki
  - oficer informacyjny - rtm. Szymański
  - oficer gospodarczy - ppor. Kowalkowski
  - kapelan - ks. Franciszek Karajewski
  - szef bezpieczeństwa pułku - kpt. Eugeniusz Madejczyk
  - dowódca kompanii sztabowej - por. Sandzielarz
  - dowódca kompanii Straży Granicznej - kpt. rez. Tadeusz Chmielewski
  - batalion ON „Poznań I”
  - batalion ON „Poznań II”
  - batalion ON „Oborniki”
  - batalion ON „Szamotuły”
  - batalion ON „Opalenica”
- 2 pułk ON 
  - dowódca pułku - ppłk dypl. Franciszek Junker
  - batalion ON „Kościan”
  - batalion ON „Koźmin”
- 3 pułk ON
  - dowódca pułku - ppłk dypl. Jan K. Sabatowski
  - batalion ON „Leszno”
  - batalion ON „Rawicz”
  - batalion ON „Krotoszyn”
  - batalion ON „Ostrów”
- Zgrupowanie Straży Granicznej
  - dowódca zgrupowania - ppłk Tadeusz Świderski
- pułk kombinowany 
  - dowódca pułku - mjr Marian Kwiatkowski
  - 6 batalion strzelców
  - 83 batalion piechoty
  - batalion ON „Żnin”
  - batalion ON „Wągrowiec”